# Huile à la truffe
L’huile à la truffe est un ingrédient de cuisine destiné à donner aux aliments préparés un parfum comparable à celui de la truffe. Alors que la truffe est un aliment disponible de façon saisonnière et particulièrement coûteux, l'huile à la truffe est disponible en toute saison et est considérablement moins chère que la truffe.

## Composition
Les huiles à la truffe sont préparées à partir d'huile neutre (pépin de raisin ou tournesol, par exemple) et d'ingrédients odorants. C'est cette extraction qui est mélangée ensuite à l'huile d'olive. Deux catégories sont présentes à la vente. Premièrement, certaines huiles à la truffe sont réalisées à l'aide des résidus de truffe occasionnés lors de leur collecte ou préparation pour la vente. Deuxièmement, d'autres huiles sont préparées à l'aide de composés organiques de synthèse de même nature que ceux présents dans la truffe, en particulier le bis(méthylthio)méthane. Les secondes sont considérablement moins chères.